# Санде, Альваро де
Альваро де Санде (исп. Álvaro de Sande, 1489 — 20 октября 1573) — испанский дворянин, полководец и государственный деятель.

## Биография
Родился в 1489 году в Касересе, его отцом был Хуан де Санде, второй сеньор Вальондо. Сначала занялся религиозной карьерой, но затем по папскому разрешению принял участие в боевых действиях под руководством вице-короля Сицилии Ферранте I Гонзага.
В 1535 году принял участие во вторжении в Тунис, где произвёл хорошее впечатление на императора Карла. После этого окончательно ставил религиозную деятельность и начал военную карьеру. В 1537 году по приказу вице-короля Сицилии принял командование над отрядом из 600 испанских солдат, который захватил неприятельское знамя и прикрыл транспортировку испанских войск. Благодаря своей доблести он уже в 23 года возглавил «Терцию Диего Кастильского», состоявшую из девяти ветеранских рот (позднее стала известна как «Савойская терция»).
В 1538 году Альваро де Санде вместе со своей терцией погрузился на флот под командованием Андреа Дориа, который перебросил войска Священной Лиги к Кастельнуово. Отбив замок Кастельнуово у турок, Альваро де Санде вернулся на Сицилию, оставив в замке гарнизон под командованием Франсиско де Самиенто, которому в следующем году пришлось выдержать жестокую осаду.
В 1540 году испанские войска были переброшены в Алжир. После того, как маэстро-дель-кампо из Исеаской терции умер, Альваро де Санде взял на себя командование двумя терциями сразу, и войска под его командованием взяли Монестир, Эсаку, Сусу, Ксамило и Ксамель. После этого Альваро де Санде и его терция были переброшены на оборону Перпиньяна, который осаждали войска французского короля Франциска I.
В 1543 году терция Альваро де Санде была переброшена во Фландрию и захватила Дюрен, где в результате войсками императора Карла оказались уничтожены войска герцога Вильгельма.
Затем терция Альваро де Санде приняла участие в боевых действиях императорской армии и её наиболее выдающихся победах, но в 1544 году он был серьёзно ранен, когда лично вёл войска в атаку на укрепления противника. Тем не менее он продолжал руководить наступлением, лёжа в постели, и после этого ему было поручено крупное дело — организация партизанской деятельности в тылу врага на территории Люксембурга, что способствовало успеху армии, руководимой Ферранте Гонзагой.
В 1545 году ряд венгерских дворян восстал против венгерского короля Фердинанда I, и он запросил помощи у своего брата, императора Карла V. Император отправил терцию Альваро де Сандо, под командованием которого (вместе с войсками Фердинанда) оказалось 8.000 человек, бравших один за другим мятежные замки.
В 1546 году началась Шмалькальденская война. Император потребовал от Альваро де Санде возвращения, и его терция прорвалась к Регенсбург, пройдя с боями 450 км. В 1549 году, в битве при Мюльберге солдаты Санде захватили в плен саксонского курфюрста Иоганна Фридриха, что положило конец войне.
После этого терция Альваро де Санде была переброшена в Италию, где начиналась последняя из Итальянских войн. Он сражался в разных местах, побывал губернатором Корио и Асти, и даже стал главнокомандующим всех имперских войск в Италии (исп. Maestre de Campo General de todo el ejército imperial en Italia). После заключения мира между Францией и Испанией Альваро де Санде остался со своей терцией в Милане.
Несмотря на то, что ему было уже 70 лет, Альваро де Санде в 1560 году отправился на войну с турками, и принял командование гарнизоном острова Джерба. После трёхмесячной осады гарнизону пришлось капитулировать, и Санде вместе с прочими пленниками был отправлен в Константинополь. В 1565 году, после переговоров на высшем уровне, он был выкуплен за 60 тысяч эскудо, и тут же вновь отправился на бой с турками: он возглавил отправленные на Мальту подкрепления, прибытие которых привело к снятию турецкой осады. Затем он принял участие в битве при Лепанто, став одним из главных военных советников христианского альянса.
В 1571 году испанский король Филипп II назначил Альваро де Санде губернатором Миланского герцогства. В этой должности тот пробыл до самой смерти.